# Alekto (Mythologie)
Alekto (altgriechisch Ἀληκτώ Alēktṓ, deutsch ‚die niemals Rastende‘, latinisiert Alecto oder Allecto) ist der Name einer Gottheit in der griechischen und römischen Mythologie. Sie und ihre beiden Schwestern Megaira („Beneiderin“) und Tisiphone („Mordrächerin“) bilden als Trio die Erinnyen (lateinisch furia). Seit der klassischen Zeit werden sie auch als Eumeniden bezeichnet.

## Die Erinnyen in der Mythologie
Die Erinnyen werden in der Literatur, ähnlich wie die Moiren, oft in bestimmten Situationen angerufen, greifen aber nur selten direkt als Akteure in die Handlung ein. Ihre Funktion liegt in der Erfüllung von Verfluchungen, der Bürgschaft für Eide und Schwüre, der Bestrafung von Verbrechen, besonders bei familiären Vergehen, oder dem Stiften von Wahnsinn. Bekannt sind die Erinnyen vor allem für ihr Auftreten gegenüber Orestes, den sie nach der Ermordung seiner Mutter in den Wahnsinn treiben, sowie für den Auftritt der Alekto in der Aeneis des Vergil.

### Herkunft und Attribute
Der Ursprung der Erinnyen ist in mehreren Varianten überliefert:
1. Von Gaia geboren, gezeugt durch die Blutstropfen des Uranos, als dieser von seinem Sohn Kronos entmannt wurde
2. Töchter der Nacht
3. Töchter der Gaia und des Skotos
4. Personifizierte Seelen von Verstorbenen, die zurückkehren, um ein Verbrechen an ihnen zu rächen, wenn es nicht durch ihre Verwandten gerächt wurde

Häufig werden sie mit Flügeln, Schlangenhaaren, Jagdstiefeln, Fackeln und Peitschen beschrieben. Sie werden in der Unterwelt angesiedelt.

### Alekto in derAeneis
Im siebten Buch der Aeneis greift Alekto in das Geschehen ein, nachdem sie von Iuno beauftragt worden war, zu verhindern, dass das latinische Land an die Trojaner fällt. Durch ihre Fähigkeiten, Zwist und Tod zu verursachen, sollte sie die Grundlagen für einen Krieg säen.
Zur Umsetzung dieses Auftrages begibt sie sich zunächst zu Amata, die, entgegen dem Wunsch ihres Mannes, Turnus als Gatten für ihre Tochter Lavinia bevorzugt. Mit einer Schlange aus ihrem Haar versetzt die Höllendämonin die Königin in wilde Aufruhr, indem sie sich in deren Bett und schließlich in ihr Herz schleicht. Aufgewühlt versucht Amata zunächst Latinus im Gespräch zu überzeugen, doch als dies nicht gelingt, verfällt sie dem Gift der Schlange vollständig und gerät in Raserei. In diesem Wahn entführt sie ihre Tochter in die Wälder, um so die Hochzeit mit Aeneas hinauszuzögern.
Im nächsten Schritt erscheint sie in der Gestalt der Iuno-Priesterin Calybe dem Rutulerkönig Turnus im Traum und fordert ihn auf, die ihm versprochene Ehe mit Lavinia einzufordern und die Trojaner zu vertreiben. Als dieser sie daraufhin verspottet, offenbart sie sich ihm in ihrer wahren Gestalt und setzt sein Herz in Flammen. Wutentbrannt und voller Kriegslust befiehlt er einen Kriegszug gegen Latinus, um Italien zu befreien und die Feinde aus dem Land zu vertreiben.
In ihrem letzten Schritt wendet sich Alekto den Trojanern direkt zu. Indem sie Hunde des jagenden Ascanius auf die Fährte eines von den Landbewohnern aufgezogenen und zahmen Hirsches ansetzt, legt sie den letzten Grundstein für den Krieg. Ascanius, in Unkenntnis der Sonderstellung des Hirsches, verwundet diesen mit dem Bogen, weswegen der Hirsch sich in den heimischen Hof flüchtet. Die von Alekto herbeigerufenen Landbewohner ergreifen die Waffen, ebenso die zur Hilfe geeilte trojanische Jugend. In dem folgenden Scharmützel kommt es zu mehreren Toten, woraufhin Alekto sich zurückzieht und zu Iuno eilt.
Dort meldet sie ihre Erfolge und wünscht von der Göttin die Erlaubnis, noch weitere Unruhen über das Land zu bringen und den Krieg auch auf die umliegenden Länder auszudehnen. Aus Furcht vor einem Einschreiten Iupiters verweigert Iuno jedoch die Zustimmung und sendet Alekto zurück in die Unterwelt.
Neben den diversen bekannten Attributen wie der Fackelmetaphorik und den Schlangen fügt Vergil eine genaue Beschreibung der Lage des Wohnsitzes hinzu.
In der Forschung ist umstritten, ob Alekto als Grund des Krieges oder nur als Verursacherin zu gelten hat. So ist sie zwar von Iuno beauftragt, es handelt sich dabei jedoch um eine proprium laborem, was einen bittenden, nicht befehlenden Charakter vermuten lässt. Allerdings will sie, übereifrig, aber nur mit Zustimmung der Iuno, den Krieg noch weiter ausbreiten. Die Fackel- und Feuermetaphorik lässt aber auch den Schluss zu, dass sie nur der entzündende Funke war, während der Zunder schon längst vorhanden war.